# Ajay Devgan

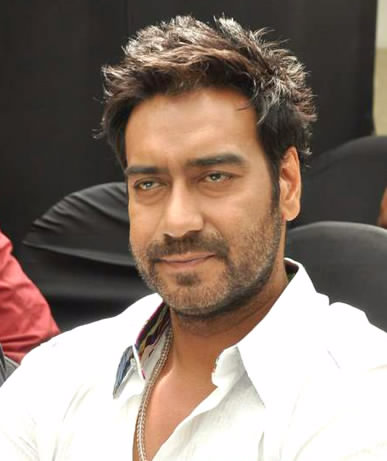
Ajay Devgan (2013)

Ajay Devgn (früher: Devgan) (Hindi अजय देवगन Ajay Devagan; Urdu اجے دیوگن * 2. April 1969 in Bombay, Maharashtra; bürgerlicher Name: Vishal Veeru Devgan) ist ein indischer Filmschauspieler.

## Leben
Ajay Devgns Familie stammt ursprünglich aus dem Punjab. Sein Vater Vishal Devgan ist ein bekannter Produzent in Indien. Sein Cousin Anil Devgan ist Regisseur in Bollywood.
Devgan besuchte das Silver Beach High School in Juhu und Mithibai College.
Er gab sein Debüt in Phool Aur Kannte, an der Seite von Amrish Puri. Er gewann für die Rolle den Filmfare Award/Bestes Debüt. Für den Film Zakhm bekam Ajay seinen ersten National Award, obwohl der Film eher mäßig am Box-Office lief. Devgn war vor allem für sein Action-Timing bekannt und dafür, dass er sich nie doubeln ließ. So spielte er hauptsächlich in diesem Genre. Erst mit der Komödie Ishq von 1997 gelang ihm ein Imagewechsel und die Zuschauer akzeptierten ihn als romantischen Helden.
Er ist seit dem 24. Februar 1999 mit der Schauspielerin Kajol verheiratet, die er am Set des Films Hulchul kennenlernte. Zusammen haben sie bis heute in acht Filmen gespielt. Sie haben zwei Kinder. Ihre Tochter wurde im April 2003 geboren und im September 2010 haben sie einen Sohn bekommen.
2005 trat Devgan in der Fernsehshow Kaun Banega Crorepati (die indische Version von Who Wants to Be a Millionaire?) als Promi mit seiner Frau Kajol auf. Sie spendeten das gewonnene Geld einem Krankenhaus in Chennai.
Seit 2008 ist er auch als Regisseur tätig. Sein Regiedebüt ist der Film U, Me Aur Hum – Für immer wir, in dem Kajol mitspielt.
Ajay Devgn änderte im Jahr 2009 seinen Namen, auf Wunsch seiner Mutter. Dies ist nichts Neues in Indien, da man sich dadurch mehr Glück verspricht.

## Filmografie (Auswahl)
- 1991: Phool Aur Kaante
- 1992: Jigar
- 1993: Sangram
- 1993: Ek Hi Raasta
- 1993: Bedardi
- 1993: Divya Shakti
- 1993: Platform
- 1993: Shaktiman
- 1993: Dil Hai Betaab
- 1993: Dhanwaan
- 1994: Dilwale
- 1994: Kanoon
- 1994: Vijaypath
- 1994: Suhaag
- 1995: Hulchul
- 1995: Naajayaz
- 1995: Gundaraj
- 1995: Haqeeqat
- 1996: Jaan
- 1996: Diljale
- 1996: Jung
- 1997: Itihaas
- 1997: Ishq
- 1998: Pyaar To Hona Hi Tha
- 1998: Major Saab
- 1998: Zakhm
- 1999: Kachche Dhaage
- 1999: Dil Kya Kare
- 1999: Hogi Pyar Ki Jheet
- 1999: Ich gab Dir mein Herz, Geliebter (Hum Dil De Chuke Sanam)
- 1999: Hindustan Ki Kasam
- 1999: Gair
- 1999: Thakshak
- 2000: Deewane
- 2000: Raju Chacha
- 2001: Yeh Raaste Hain Pyar Ke
- 2001: Lajja – Schande (Lajja)
- 2001: Tera Mera Saath Rahen
- 2002: Company – Das Gesetz der Macht (Company)
- 2002: Hum Kisi Se Kum Nahin
- 2002: The Legend of Bhagat Singh
- 2002: Deewangee
- 2003: Bhoot
- 2003: Qayamat: City Under Threat
- 2003: Chori Chori
- 2003: Gangaajal
- 2003: Parwana
- 2003: Zameen
- 2003: LOC: Kargil
- 2004: Khakee
- 2004: Masti – Seitensprünge lohnen nicht! (Masti)
- 2004: Yuva
- 2004: Raincoat
- 2004: Taarzan: The Wonder Car
- 2005: Insaan
- 2005: Blackmail
- 2005: Zameer
- 2005: Tango Charlie
- 2005: Kaal – Das Geheimnis des Dschungels (Kaal)
- 2005: Main Aisa Hi Hoon
- 2005: Apaharan
- 2005: Shikhar
- 2006: Golmaal
- 2006: Omkara
- 2007: Ram Gopal Varma Ki Aag
- 2007: Cash
- 2008: Halla Bol
- 2008: Sunday
- 2008: U, Me Aur Hum – Für immer wir (U, Me Aur Hum)
- 2008: Mehbooba
- 2008: Naam
- 2008: Golmaal Returns
- 2009: All the Best
- 2009: London Dreams
- 2010: Atithi Tum Kab Jaoge
- 2010: Teen Patti
- 2010: Raajneeti
- 2010: Once Upon a Time in Mumbaai
- 2010: Aakroosh
- 2010: Golmaal 3
- 2010: Toonpur Ka Superhero
- 2011: Dil Toh Baccha Hai Ji
- 2011: Singham
- 2012: Son of Sardaar
- 2013: Himmatwala
- 2014: Singham Returns
- 2014: Action Jackson
- 2015: Drishyam